# 留袖

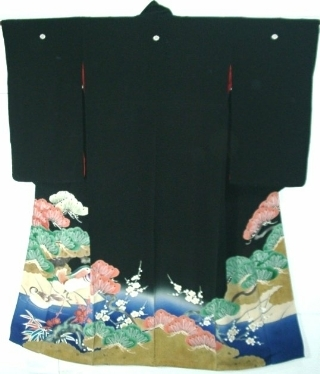
黑留袖

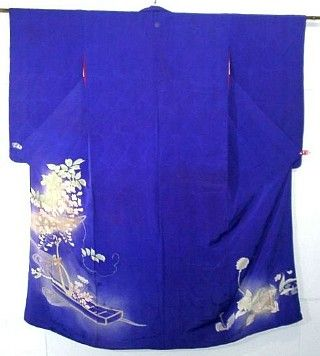
色留袖

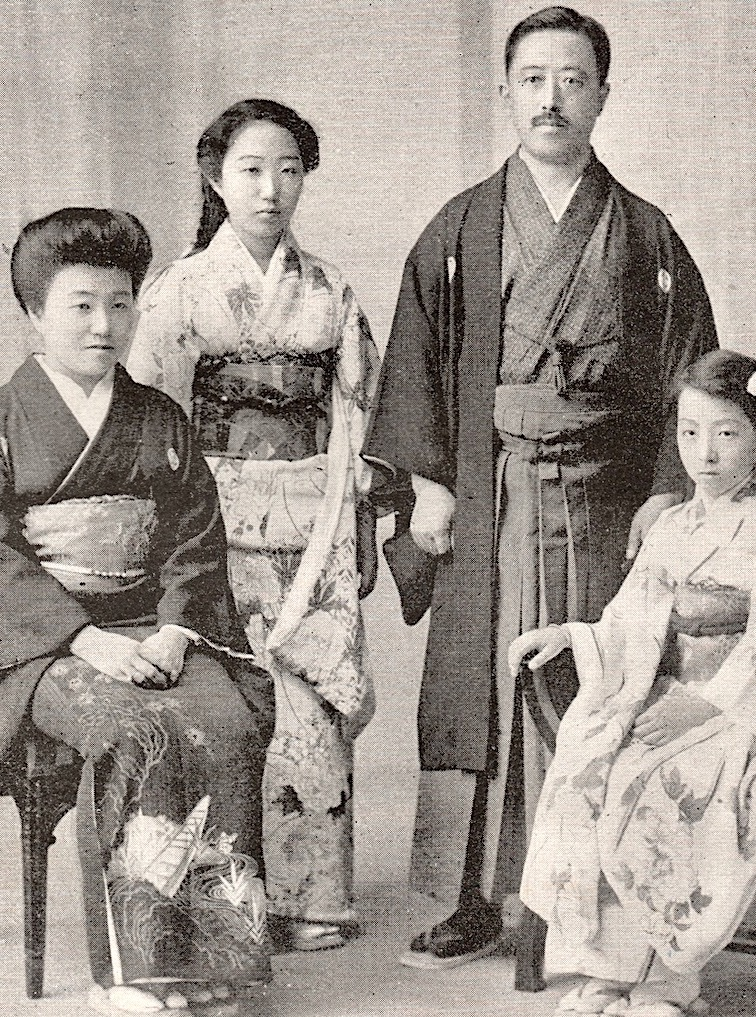
正装での家族写真。左端の女性が黒留袖を着ている（1920年）

留袖（とめそで）は、女性が着用する比較的短い袖型に仕立てられた着物。既婚女性が着用する最も格の高い礼装である（色留袖は既婚未婚を問わず第一礼装として着用される）。西洋のイブニングドレスに相当するが、イブニングドレスのように時間帯の制約はなく、昼夜問わず着用できる。

## 特徴
着物が現代の形態にほぼ類似した形になったのは江戸中期とされている。留袖の袖丈は鯨尺1尺3寸（49cm）から1尺6寸5分（62.5cm）程度である。
近世初期には振袖や留袖が存在したが、現代の振袖や留袖とは相違がある。近世初期には、振袖は身八ツ口があり脇の開いたもので「脇明」と称され、留袖は身八ツ口がなく袖は身頃に縫い付けられていたため「脇塞（わきふさぎ）」または「脇つめ」と称された。このうち留袖にあたる脇塞の小袖は17歳から18歳頃から着用され成人の衣料とされた。そのため一定の年齢になると振八つ口を縫い留めて短くする習慣があった。
現代の留袖の原型は、化政文化華やかな頃に江戸で芸者から流行が広がった、江戸褄（えどづま）と呼ばれる下半身部分のみに模様の入った（裾模様）着物である。裾模様は、衽部分が最も高く、前身頃・後身頃と、7：5：3の割合で低くし、また、年齢が上がるほど模様全体の高さを下げるのが一般的である。古くは左右同じように裾模様を置いたが、昭和に入って、上前の衽から下前の衽の裾に向かって斜めに模様を置いたものが広まった。
留袖は婚礼の振袖の袖を短く仕立て直したことに由来している。江戸後期の町人文化の中で黒地縮緬に五つ紋付の振袖を婚礼衣装とする風潮は生まれていた。しかし本来、留袖は振袖をリサイクルしたものであったので地色はさまざまだったが、明治時代に西洋のブラックフォーマルの概念が取り入れられ、黒地が正式なものとなった。さらに昭和期の戦時下になると「三襲」と呼ばれた華やかな婚礼衣装は姿を消し、留袖に仕立て直すこともできる黒引き振袖が主流となったことも背景にある。
黒留袖は、戦前は白羽二重または白一越縮緬の下着（下襲）と重ねて着用され、丸帯が合わせられていた。1960年頃には、下着を着用する代わりに、重ね着しているように見せる比翼仕立てとするのが一般的になる。帯についても、1960年代から1970年代にかけて、丸帯から袋帯に簡略化されていく。1980年代以降は袋帯が一般的となった。夏物は絽

## 種類

### 黒留袖
地色が黒の留袖を「黒留袖」と呼び、生地には濱縮緬や丹後縮緬などの地模様のない縮緬を用い、裾模様が入れられている。
五つ紋を入れて既婚女性の第一礼装として使われる。現代では、結婚式や披露宴での親族の既婚女性や仲人夫人の装いとして用いられることが多い。

### 色留袖
地色が黒以外のものを「色留袖」と呼ぶ。生地には地模様のない縮緬だけではなく、地模様が織り出された紋意匠縮緬や綸子や緞子、朱子地が用いられる場合もある。
留袖は本来は既婚女性のものであるが、現代では既婚未婚を問わず女性の礼装として用いられる。
また、宮中では黒は喪の色（西洋に準じるため。日本古来は白。）とされているため、黒留袖ではなく色留袖が用いられる。皇族が和装の礼装として着用するのは色留袖であり、一般の者でも叙勲などで宮中に参内する場合は色留袖を着用するのが慣例になっている。